# Підлевські
Підле́вські (рос. Подлевские) — присілок у складі Слободського району Кіровської області, Росія. Входить до складу Шиховського сільського поселення.
Населення становить 200 осіб (2010, 205 у 2002).
Національний склад станом на 2002 рік — росіяни 97 %.